# Marie-Guillemine Benoist
Marie-Guillemine Benoist (geboren Marie-Guillemine Laville-Leroux in Nederland ook Marie-Guilhelmine) (Parijs, 18 december 1768 – aldaar, 8 oktober 1826) was een Franse neoclassicistische kunstschilderes. Ze maakte historische werken en genrestukken.

## Biografie
Benoist wordt opgeleid door Élisabeth Vigée-Le Brun en werkte vanaf 1786 samen met haar zuster Marie-Élisabeth Laville-Leroux in het atelier van  Jacques-Louis David. 
In 1784 ontmoette ze de dichter Charles-Albert Demoustier en werd zij zijn muze, zo stond was Benoist de inspiratie voor de romanfiguur Emilie Demoustier in Lettres à Émilie sur la mythologie.
Benoist exposeerde voor het eerst op de Salon de Paris in 1791 met een schilderij met een mythologisch thema L’Innocence entre la Vertu et le Vice. 
In 1793 ontmoet ze Pierre-Vincent Benoist, een politicus en bankier, en trouwt met hem. 
Rond 1795 verliet ze de klassieke onderwerpen en richtte zich op genreschilderkunst. Op de Salon van 1800 presenteert ze het Portret van een negerin. Dit schilderij, dat pas kort na de afschaffing van de slavernij in de Franse koloniën, wordt gemaakt, wordt beschouwd als een van haar meesterwerken en is een manifest voor de emancipatie van slaven en het feminisme. Het schilderij wordt in 1818 door Louis XVIII aangekocht voor de Franse staat. 
In 1803 krijgt ze een opdracht voor een portret van Napoleon Bonaparte. 
In 1804 wint Benoits een gouden medaille op de Salon en krijgt ze een pensioen van de overheid. In die tijd opende ze een atelier exclusief voor vrouwen, aan wie ze les gaf in schilderen. 
Als in 1815 de monarchie weer wordt hersteld in Frankrijk neemt de carrière van haar man een vlucht. Benoist doet een stap terug om haar man niet te overschaduwen en stopt met schilderen en richt zich op de opvoeding van hun dochter.

## Galerij (selectie)

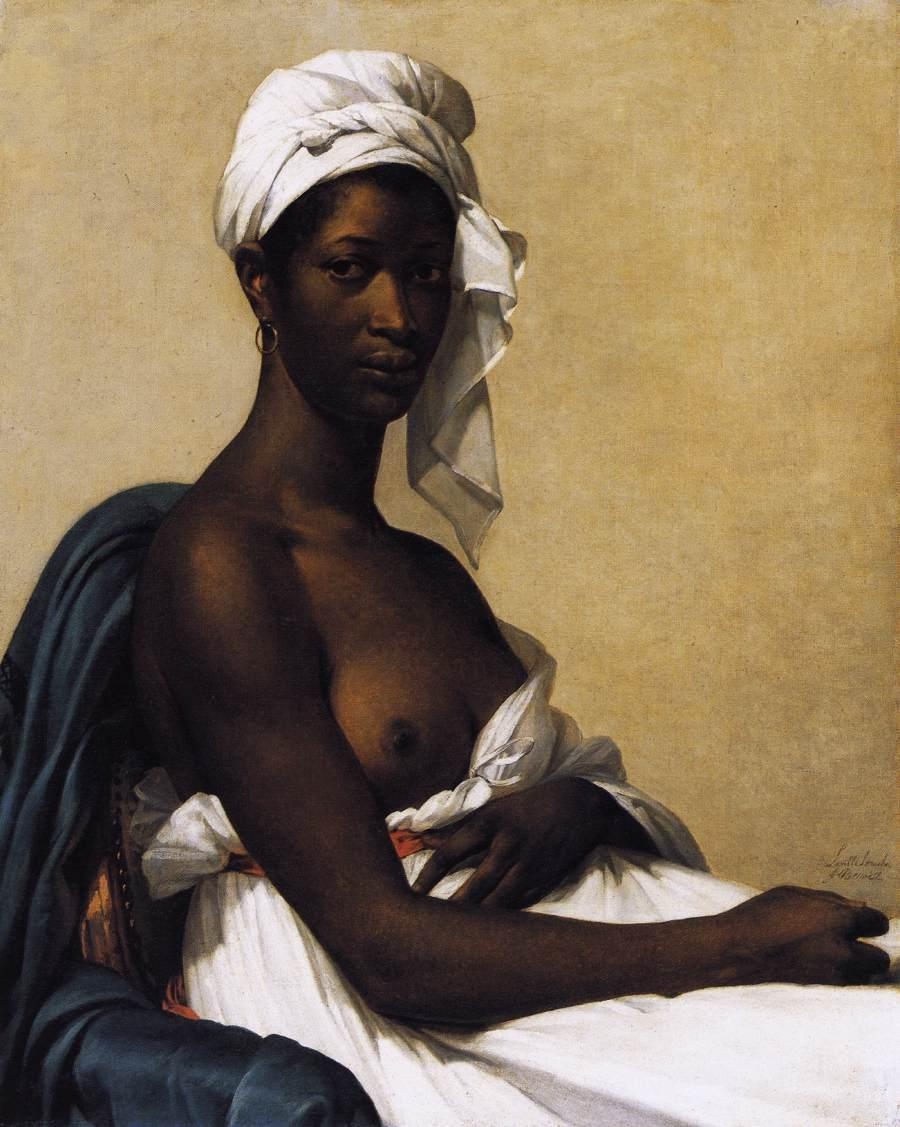
Portret van een zwarte vrouw
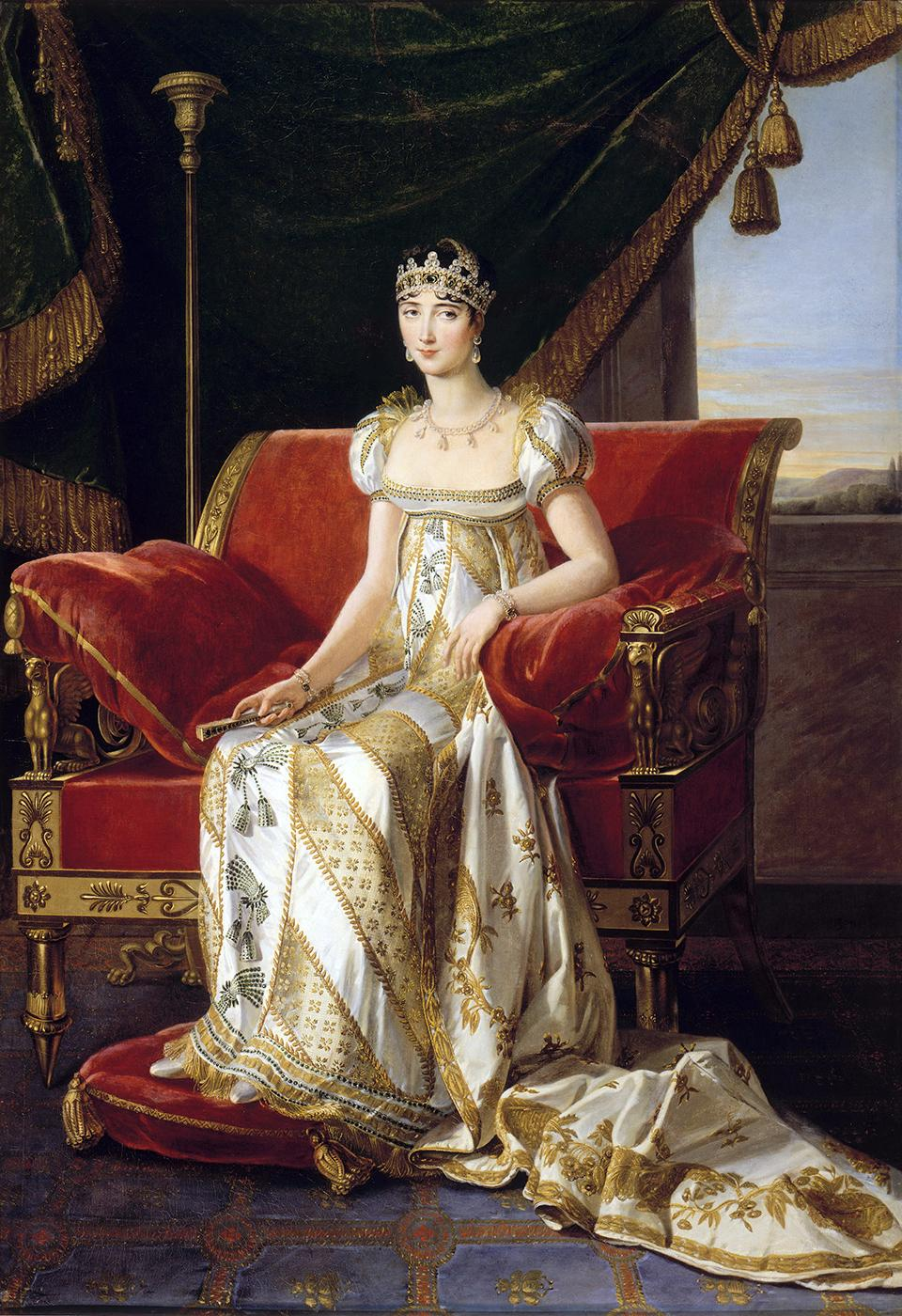
Pauline Bonaparte princesse Borghese (1808)
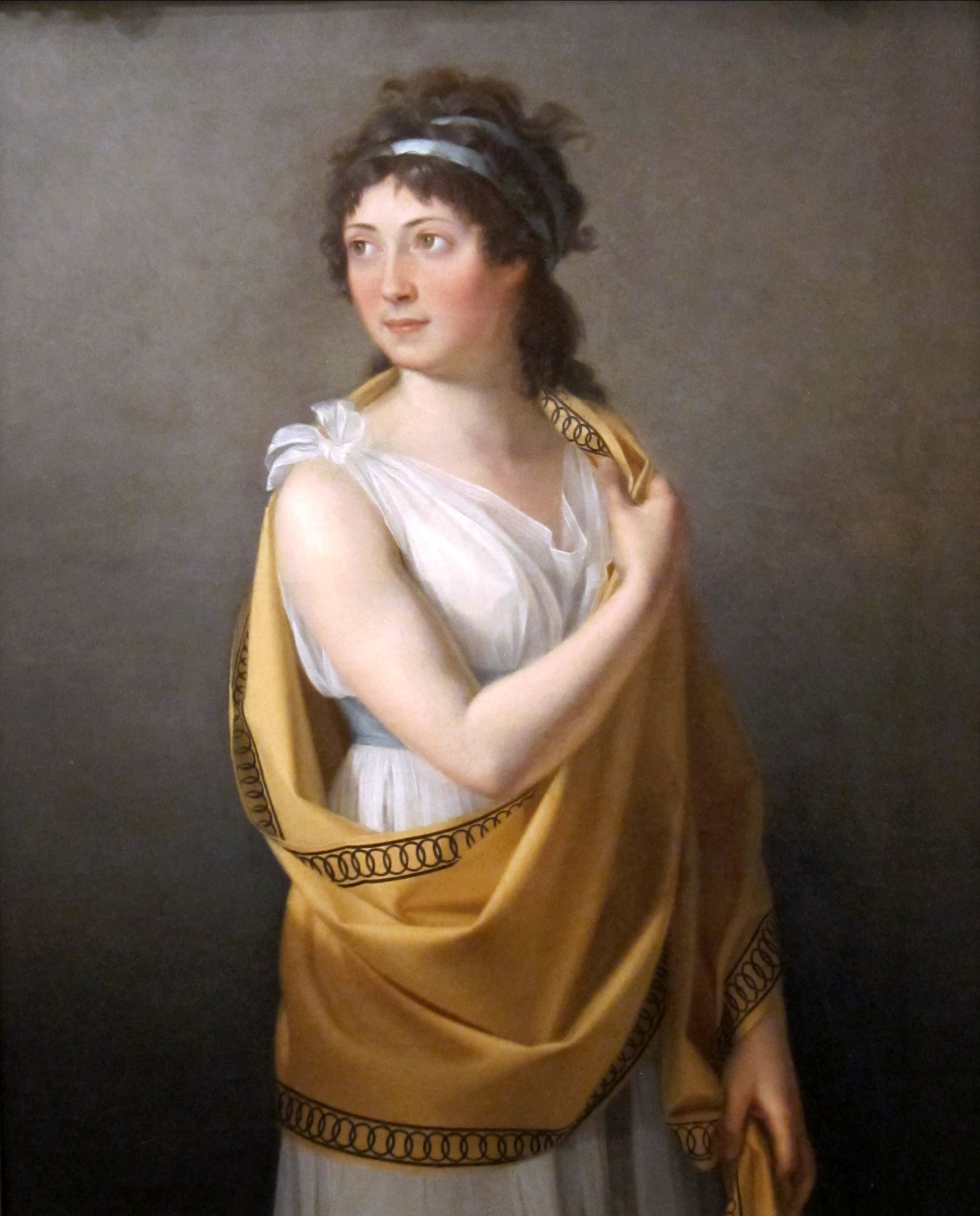
Portret van vrouw (1799)
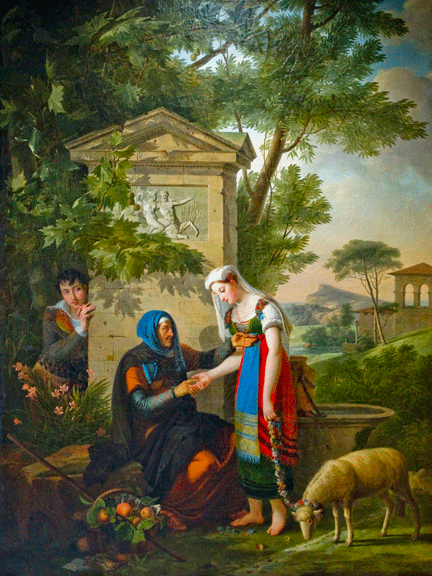
La Diseuse de Bonne Aventure (1812)
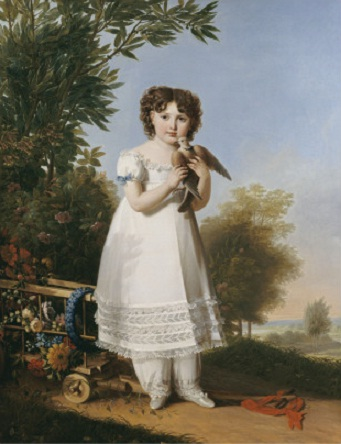
Napoleona Elisa Baciocchi (1810)